# Eoophyla dendrophila
Eoophyla dendrophila is een vlinder uit de familie van de grasmotten (Crambidae), uit de onderfamilie van de Acentropinae. De wetenschappelijke naam van deze soort is voor het eerst gepubliceerd in 2002 door Wolfgang Speidel, Wolfram Mey en Christian Schulze.
De spanwijdte varieert van 24 tot 30 millimeter.

## Verspreiding
De soort komt voor in Borneo (Sabah).

## Biotoop
Het biotoop van deze soort lijkt te zijn beperkt tot primair tropisch regenwoud tussen 480 en 1200 meter boven zeeniveau. Deze soort leeft het liefst hoog in de bomen. Gedurende het onderzoek op de plek waar deze soort voor het eerst is ontdekt, zijn de hoogste aantallen aangetroffen op een hoogte van 45 meter.